# (1013) Tombecka
(1013) Tombecka est un astéroïde de la ceinture principale découvert le 17 janvier 1924 par l'astronome franco-russe Benjamin Jekhowsky.
Sa désignation provisoire était 1924 PQ.